# Earl (микстейп)
Earl — дебютный микстейп американского рэпера Earl Sweatshirt, релиз которого состоялся 31 марта 2010 года на сайте хип-хоп коллектива Odd Future.

## История и текст
Earl примечателен развращенными и жестокими текстами, детально рассказывающих о вымышленных приключениях молодого Эрла, во время которых он совершает множество преступлений. На протяжении микстейпа регулярно упоминаются различные виды наркотиков, описываются убийства, изнасилования и другие акты насилия.
Большая часть микстейпа была спродюсирована участником и фронтменом коллектива OFWGKTA Тайлером Оконмой (более известным под псевдонимом Tyler, The Creator). Песни микстейпа содержат вокал таких рэперов как Tyler, The Creator, Vince Staples и Hodgy, а на бэк-вокале можно слышать голоса Syd Tha Kid и Tрэвиса »Тако» Беннета. Earl создавался и записывался в течение 2009—2010 годов, когда Эрлу было 15-16 лет.

## Критика
| Оценки критиков | Оценки критиков |
| Источник        | Оценка          |
| --------------- | --------------- |
| Pitchfork Media | (positive)      |

Earl был встречен с большим интересом и получил восторженные отзывы музыкальных критиков. Pitchfork Media назвал альбом «гипнотическим». Сайт Altered Zones поместил микстейп в свой список двадцати лучших альбомов 2010 года, похвалив его за свирепость. Музыкальный сайт Gorilla vs. Bear дал микстейпу 12-е место в своём топе тридцати лучших альбомов, выпущенных в 2010 году. Журнал Complex поместил Earl на 24-е место в списке лучших альбомов 2010 года.

## Список композиций
| №   | Название                                 | Автор(ы)                                            | Продюсер(ы)        | Длительность |
| --- | ---------------------------------------- | --------------------------------------------------- | ------------------ | ------------ |
| 1.  | «Thisniggaugly»                          | Thebe Kgositsile Tyler Okonma Travis Bennett        | Tyler, The Creator | 1:18         |
| 2.  | «Earl»                                   | Kgositsile Okonma T. Bennett                        | Tyler, The Creator | 2:26         |
| 3.  | «Couch» (featuring Tyler, The Creator)   | Kgositsile Okonma                                   | Tyler, The Creator | 3:16         |
| 4.  | «Kill»                                   | Kgositsile Okonma                                   | Tyler, The Creator | 2:20         |
| 5.  | «Wakeupfaggot»                           | Kgositsile Okonma Sydney Bennett                    | Tyler, The Creator | 0:42         |
| 6.  | «Luper»                                  | Kgositsile Okonma                                   | Tyler, The Creator | 1:59         |
| 7.  | «epaR» (featuring Vince Staples)         | Kgositsile Vyron Turner Vincent Staples Gerard Long | Left Brain         | 4:00         |
| 8.  | «Moonlight» (featuring Hodgy)            | Kgositsile Okonma Long                              | Tyler, The Creator | 2:04         |
| 9.  | «Pigions» (featuring Tyler, The Creator) | Kgositsile Okonma                                   | Tyler, The Creator | 3:33         |
| 10. | «Stapleton»                              | Kgositsile Branden Martin                           | BeatBoy            | 4:16         |

Примечания
- «Thisniggaugly» и «Earl» содержат доп. вокалы Tyler, The Creator и Тако Беннета.
- «Wakeupfaggot» содержат доп. вокалы Syd Tha Kyd.
- «epaR» содержит доп. вокалы Hodgy.
- Tyler, The Creator подписан как 'Ace Creator' в песне «Couch» и как 'Wolf Haley' в песне «Pigions».